# Ringvej
 For alternative betydninger, se Ringvej (flertydig). (Se også artikler, som begynder med Ringvej)
En ringvej er en hel- eller halv-cirkelformet hovedfærdselsåre beregnet til at føre større mængder biltrafik uden om et bycentrum. En ringvej kan være beliggende uden for byens egentlige bebyggelse eller indenfor og tættere på bycentrum.
Dele af ringveje kan være sekundærruter.

## Danske betegnelser
Flere danske storbyer har mere end én ringvej, og de er så nummereret efter afstanden til centrum. Ring 1 (O1) er således vejen tættest på byens centrum. I byer med to ringveje benyttes nogle gange betegnelserne indre ringvej og ydre ringvej. I Aarhus kaldes den inderste ring ofte Ringgaden, mens den ydre kaldes Ringvejen.
I København er der dog ingen Ring 1, og den inderste ringvej hedder derfor Ring 2.

## Danske ringveje
De fleste større danske byer har en eller flere ringveje. Nyere anlagte ringveje er oftest anlagt som såkaldt facadeløse veje, dvs. at nærliggende bebyggelse har udkørsel til andre veje og ikke til ringvejen.

### København
København har fire ringveje. Der er ingen Ring 1, men derimod en Ring 2, som indkredser de centrale brokvarterer undtaget Amager. Længere ude ligger Ring 3 og Motorring 3, der på trods på af navnene er to forskellige veje, der ligger delvist parallelt med hinanden. Yderst ligger Ring 4 og Motorring 4 i forlængelse af hinanden som én lang vej. De to veje med betegnelsen motorringvej er af motorvejsstandard, mens de øvrige er hovedgader eller -veje. Der var tidligere planlagt to andre motorringe i den indre by, men disse planer er senere blevet opgivet. Navnene for motorring 3 og 4 er dog bevaret.

### Aarhus
Aarhus har officielt to færdige ringveje, mens en tredje er undervejs. Byens første og inderste ringgade Ring 1 er en del af samlede byplanlægninger fra 1898 af arkitekt Hack Kampmann og 1919 af ingeniør A. Klixbüll. Gaden er linjeført som en præcis bue omkring de indre bydele. Anlæggelsesperioden strakte sig fra starten af det 20. århundrede til sidst i 1930'erne op til 2. Verdenskrig. Gaden blev bygget i etaper, og med forskellige underlag, fra i starten med chaussébelagt, 6 meter bred vejbane og 2 grusbelagte fortove. I dag er det en fire- til sekssporet asfalteret boulevard med bred beplantet midte samt cykelsti og fortov.
Den nordlige motorringvej om Aarhus består af Djurslandmotorvejen, færdigbygget i efteråret 2010, med tilslutning til Østjyske Motorvej i Motorvejskryds Århus Nord. Videre er Aarhus Kommune ved at anlægge Bering-Beder Vejen som vil fortsætte syd om Tranbjerg og Mårslet til Oddervej ved Beder-Malling; disse veje vil tilsammen danne en Ring 3 om byen.

### Odense
Odense har tre ringveje, hvoraf to er fuldendt hele vejen rundt om centrum. I 2006 åbnede Fyns Amt Ring 3 på østsiden af byen, og denne er via Motorvejskryds Odense tilsluttet Fynske Motorvej, der fungerer som ringvej syd om byen. På samme tidspunkt forlængede amtet Ring 2 gennem byens nordvestlige forstæder. Odense Kommune har besluttet at færdiggøre Ring 2 ved opførsel af Kanalforbindelsen over Odense Kanal, som blev åbnet i 2014. Der er ikke foretaget lokalplanmæssige arealreservationer til en forlængelse af Ring 3 nord og vest om byen.

### Herning
Herning har en ringvej, der går rundt om byen. Øst for Herning fungerer Midtjyske Motorvej som en ringvej for nord-/sydgående trafik. Motorvejskryds Herning Syd forbinder Midtjyske Motorvej med Messemotorvejen der løber syd og vest om byen ud til Messecenter Herning. Disse to motorveje danner således en ring om byen, med forbindelse til alle større indfaldsveje. Messemotorvejen vest om Herning fra Snejbjerg og op forbi det nye supersygehus i Gødstrup til Sinding åbnede den 28. maj 2017, og lukkede det sidste hul, så der nu er motorvej og motortrafikvej omkring Herning.

### Holstebro
Også Holstebro har i årtier haft en ringvej Ring 2, som dog kun løber halvvejs rundt om byen. Ud over at lede gennemgående trafik uden om bykernen hjælper ringvejen også med at fordele trafikken i selve byområdet grundet beliggenheden i byens udkanten. Således tjener ringvejen ikke kun som omfartsvej, men også som en hovedfærdselsåre i byområdet, hvilket selvfølgelig belaster trafikmængden.

### Viborg
Viborg har to ringveje. Inderst i en halvcirkel ligger Indre Ringvej, der er anlagt 1939-61 med to-fire spor og allétræer. Vejen ledte oprindeligt landevejstrafikken uden om Viborg, men er i dag fordelingsvej for byens interne trafik. Yderst ligger ligeledes i en halvcirkel, Søndre Ringvej, Vestre Ringvej og Nordre Ringvej, der er opført i 1970'erne og 1990'erne, og som leder landevejstrafikken på primærrute 13, 16 og 26 uden om Viborg.

### Næstved
Næstved har en komplet ringvej der løber omkring byen. Vestre Ringvej der åbnede i 1997 leder trafikken på primærrute 22 vest om byen, mens Østre Ringvej leder trafikken på sekundærrute 265 øst om, og den gennemgående trafik uden om bykernen, samt fordeler trafikken ud til de østlige og sydlige boligområder. Ring Øst åbnede den 20. december 2012.
og vil sammen med Ring Syd som åbnede for trafik den 27. oktober 2017 aflaste Østre Ringvej og den nordlig del af byens vejnet. Den nordlige ringvej Ring Nord leder den gennemkørende trafik på primærrute 54 uden om byen. Vejen er en 2+1 sporet motortrafikvej, og åbnede den 30. oktober 2016. Med åbningen af sidste del af omfartsvejen, 27. oktober 2017, har Næstved en komplet ringvej rundt omkring byen.

### Hillerød
Hillerød har en ringvej, der går rundt om byen. Isterødvejen (primærrute 19) der går øst for byen fungerer som ringvej for den nord-/sydgående trafik i øst, mens Hillerødmotorvejens forlængelse (primærrute 16) og (sekundærrute 267) går vest om byen og fungerer som ringvej for den nord-/sydgående trafik i vest. Motortrafikvejene danner en halv ring omkring byen, med forbindelse til alle større indfaldsveje. Overdrevsvejen (primærrute 6) er den sydligste del af ringvejen omkring Hillerød. Vejen er en hovedlandevej, og er med til at tage den trafik der skal ind til det sydlige Hillerød, og fra 2022 til det kommende Nyt Hospital Nordsjælland der kommer til at ligge, i den kommende bydel Favrholm i det sydlige Hillerød.

## Ringveje i Danmark
| Landsdel  | Navn                    | Nummer   | By          | Længde |
| --------- | ----------------------- | -------- | ----------- | ------ |
| Jylland   | Ring Nord               | ON       | Skagen      | 4,2    |
| Jylland   | Søndre Ringvej          | 55       | Hirtshals   | 2,5    |
| Jylland   | Ringvejen               | 190      | Hjørring    | 8,6    |
| Jylland   | Vestre Ringvej          |          | Vrå         | 1,4    |
| Jylland   | Søndre Ringvej          |          | Sæby        | 1,9    |
| Jylland   | Ring 1                  | O1       | Brønderslev | 1,7    |
| Jylland   | Ring 2                  | O2       | Brønderslev | 10     |
| Jylland   | Ring 1                  | O1       | Aalborg     | 3,8    |
| Jylland   | Aars Ringvej            | 535      | Aars        | 7,2    |
| Jylland   | Ringvejen               |          | Arden       | 1,2    |
| Jylland   | Nordre Ringvej          | 561      | Aalestrup   | 5,8    |
| Jylland   | Nordre Ringvej          | 561      | Hobro       | 5,3    |
| Jylland   | Søndre Ringvej          |          | Hobro       | 0,8    |
| Jylland   | Cityring                | O        | Grenaa      | 2,2    |
| Jylland   | Ringvejen               | 15 16    | Grenaa      | 5,8    |
| Jylland   | Nordre Ringvej          |          | Hadsten     | 1,2    |
| Jylland   | Vestre Ringvej          |          | Hadsten     | 1,7    |
| Jylland   | Ring 1                  | O1       | Aarhus      | 8,8    |
| Jylland   | Ring 2                  | O2       | Aarhus      | 14,5   |
| Jylland   | Vejlby Ringvej          | O2 180   | Aarhus      | 1,5    |
| Jylland   | Hasle Ringvej           | O2 180   | Aarhus      | 2,8    |
| Jylland   | Åby Ringvej             | O2 180   | Aarhus      | 2,2    |
| Jylland   | Viby Ringvej            | O2 180   | Aarhus      | 3      |
| Jylland   | Ringvej Syd             | O2       | Aarhus      | 4,6    |
| Jylland   | Ringvejen               | 52       | Horsens     | 1,8    |
| Jylland   | Ringvej Syd             | 52       | Horsens     | 3      |
| Jylland   | Vestre Ringvej          |          | Hedensted   | 2,4    |
| Jylland   | Ring 2                  | O2       | Vejle       | 3,7    |
| Jylland   | Ringvej                 |          | Thisted     | 1,7    |
| Jylland   | Ringvej Syd             | 26       | Skive       | 7,4    |
| Jylland   | Indre Ringvej           |          | Viborg      | 4,7    |
| Jylland   | Søndre Ringvej          | 26 13    | Viborg      | 2,7    |
| Jylland   | Vestre Ringvej          | 26 13    | Viborg      | 3,8    |
| Jylland   | Nordre Ringvej          | 13 16    | Viborg      | 6,7    |
| Jylland   | Ringvejen               | O2 11    | Holstebro   | 8,2    |
| Jylland   | Nordre Ringvej          | O2       | Holstebro   | 2,5    |
| Jylland   | Nordre Ringvej          | 525      | Bjerringbro | 1      |
| Jylland   | Vestre Ringvej          | 525      | Bjerringbro | 1,8    |
| Jylland   | Ringvejen               |          | Hammel      | 1,4    |
| Jylland   | Vestre Ringvej          | 195      | Silkeborg   | 3,1    |
| Jylland   | Søndre Ringvej          | 52       | Silkeborg   | 3,2    |
| Jylland   | Nordre Ringvej          | 195      | Silkeborg   | 3,6    |
| Jylland   | Østre Ringvej           | 195      | Silkeborg   | 2,7    |
| Jylland   | Søndre Ringvej          |          | Give        | 2,7    |
| Jylland   | Søndre Ringvej          | 487      | Grindsted   | 2,5    |
| Jylland   | Vestre Ringvej          |          | Grindsted   | 2,2    |
| Jylland   | Søndre Ringvej          |          | Ringkøbing  | 1,3    |
| Jylland   | Nordre Ringvej          | 15       | Ringkøbing  | 2,6    |
| Jylland   | Vestre Ringvej          | 15       | Ringkøbing  | 2,4    |
| Jylland   | Ringvejen               | 11       | Skjern      | 5,1    |
| Jylland   | Gammelby Ringvej        | E20 24   | Esbjerg     | 2,8    |
| Jylland   | Kjersing Ringvej        |          | Esbjerg     | 3,2    |
| Jylland   | Gjesing Ringvej         |          | Esbjerg     | 1,4    |
| Jylland   | Sædding Ringvej         |          | Esbjerg     | 2,9    |
| Jylland   | Søndre Ringvej          |          | Vejen       | 1,7    |
| Jylland   | Ringvejen               | 11 24    | Ribe        | 2,6    |
| Jylland   | Indre ringvej (Kolding) | O        | Kolding     | 5,0    |
| Jylland   | Søndre Ringvej          | 170      | Kolding     | 1,3    |
| Jylland   | Nordre Ringvej          | 191      | Kolding     | 2      |
| Jylland   | Indre Ringvej           |          | Fredericia  | 3,8    |
| Jylland   | Vestre Ringvej          | 28       | Fredericia  | 4,7    |
| Jylland   | Ydre Ringvej            |          | Fredericia  | 6      |
| Jylland   | Ringvej                 |          | Rødekro     | 2,9    |
| Fyn       | Ring 1                  | O1       | Odense      | 5,4    |
| Fyn       | Ring 2                  | O2       | Odense      | 18     |
| Fyn       | Østre Ringvej           | O3       | Odense      | 8,2    |
| Fyn       | Østre Ringvej           |          | Ringe       | 1,2    |
| Fyn       | Ring Nord               | 163      | Svendborg   | 5,5    |
| Fyn       | Søndre Ringvej          |          | Assens      | 3,2    |
| Fyn       | Østre Ringvej           | 323 307  | Assens      | 2,4    |
| Fyn       | Indre Ringvej           |          | Aarup       | 1      |
| Langeland | Ringvejen               |          | Rudkøbing   | 1,2    |
| Sjælland  | Ring 1                  | O1       | Helsingør   | 2,3    |
| Sjælland  | Ring 2                  | O2       | Helsingør   | 3,5    |
| Sjælland  | Ring 3                  | O3       | Helsingør   | 4,6    |
| Sjælland  | Ring 2                  | O2       | Hillerød    | 20     |
| Sjælland  | Ring Syd                |          | Ølstykke    | 2,8    |
| Sjælland  | Ring Nord               |          | Ølstykke    | 1,6    |
| Sjælland  | Ring 2                  | O2       | København   | 26     |
| Sjælland  | Ring 3                  | O3       | København   | 19     |
| Sjælland  | Ring 4                  | O4       | København   | 11     |
| Sjælland  | Gladsaxe Ringvej        | O3       | København   | 2,9    |
| Sjælland  | Herlev Ringvej          | O3       | København   | 2,4    |
| Sjælland  | Nordre Ringvej          | O3       | København   | 6,2    |
| Sjælland  | Søndre Ringvej          | O3       | København   | 5,9    |
| Sjælland  | Ring 1                  | O1       | Roskilde    | 4,6    |
| Sjælland  | Ring 2                  | O2       | Roskilde    | 7,6    |
| Sjælland  | Søndre Ringvej          | O2       | Roskilde    | 1,1    |
| Sjælland  | Østre Ringvej           | 6 O2     | Roskilde    | 6,6    |
| Sjælland  | Vestre Ringvej          |          | Borup       | 6      |
| Sjælland  | Ringvej Syd             |          | Regstrup    | 2,4    |
| Sjælland  | Ringvejen               | 151      | Køge        | 2,2    |
| Sjælland  | Nordre Ringvej          | 215      | Ringsted    | 1,7    |
| Sjælland  | Østre Ringvej           | 14       | Ringsted    | 5,4    |
| Sjælland  | Vestre Ringvej          | 269      | Haslev      | 3      |
| Sjælland  | Ring 2                  | O2 54 22 | Næstved     | 23     |
| Sjælland  | Vestre Ringvej          | 22 O2    | Næstved     | 5,6    |
| Sjælland  | Østre Ringvej           | 265      | Næstved     | 6      |
| Bornholm  | Nordre Ringvej          |          | Rønne       | 1,1    |
| Bornholm  | Østre Ringvej           |          | Rønne       | 2,2    |
| Bornholm  | Søndre Ringvej          |          | Rønne       | 2,5    |

## Ringveje i Danmark under anlæg og planlægning
- O3 Ring 3 Vest (Odense)

## Foreslået ringveje i Danmark
- Østre Ringvej (Viborg)[14]
- Ringvej syd om Kolding [15]
- Ringvejen (Regstrup)[16]

## Ringveje udenfor Danmark
De to mest kendte ringveje i Europa må være ringvejene omkring London og Berlin. Omkring Englands hovedstad er der bygget en 188 km lang motorvej, som kaldes M25 eller London Orbital Motorway og blev bygget i 1970'erne og 1980'erne. Tysklands hovedstad er omkranset af Bundesautobahn 10 (A10), som populært kaldes Berliner Ring. Det er en 196 km lang motorvej.